# Paul Kaya
 (août 2020).
Paul Kaya est un homme d'État et diplomate congolais né le 10 octobre 1933 à Biyoki (district de Madingou, Moyen-Congo) et mort le 25 novembre 2019 à Bobigny.

## Biographie

### Origine, famille et formation
Paul Kaya est le fils d'Hilaire Goma, mécanicien conducteur de chemins de fer, et de son épouse Suzanne Niangui.
Il fait ses études primaires à l'école de Pointe-Noire. Il poursuit sa formation à Brazzaville  au lycée catholique Chaminade, sous la direction des pères Marianistes. Brillant élève il est envoyé en France pour poursuivre ses études secondaires et faire ses universités. Il fréquente le collège moderne et technique de Dax, le lycée du Puy-en-Velay, le lycée Blaise-Pascal à Clermont-Ferrand, le lycée Saint-Louis et la faculté des sciences de Paris.
Son intérêt se porte sur les sciences et obtient un baccalauréat en mathématiques au lycée du Puy. Il est ensuite admis sur concours en mathématiques supérieures et en mathématiques spéciales à Paris.
Attiré par les sciences physiques, il a pour enseignant un des pères fondateurs de la physique nucléaire française, le physicien Yves Rocard, père de Michel Rocard. Licencié ès sciences, il s'orienta vers l'économétrie dont il obtient le diplôme d'ingénieur.
Catholique engagé, il fut responsable de la (JEC) Jeunesse étudiante chrétienne. Il milita également  dans le syndicalisme étudiant en France et fut président de l'Association des étudiants congolais, (AEC) au sein de la Fédération des étudiants d'Afrique noire en France.

### Carrière politique
À la fin de ses études, Paul Kaya rentre en Afrique et travaille au Cameroun à l’Union africaine et malgache de coopération économique (UAMCE, ex-UAM créée en septembre 1961) , puis fut commissaire au Plan du Congo. Après la chute du Président Fulbert Youlou (1917-1972), renversé par les chefs militaires Mountsaka et Mouzabakani qui appellent Alphonse Massamba-Débat (1921-1977) au pouvoir, chef du gouvernement provisoire, il  constitue un cabinet réduit constitué de techniciens : Antoine Maboungou-Mbimba, Germain Bicoumat (1906-1993), ministre de l'Intérieur et de l'Information, Bernard Galiba (vers 1927-2008), ministre de la Santé et des Affaires sociales, Pascal Lissouba (né en 1931) ministre de l'Agriculture et des Eaux et Forêts, Paul Kaya, ministre de l'Économie, du Plan et des Travaux publics, Charles David Ganao (1928-2012) ministre des Affaires étrangères, Édouard Ebouka-Babackas (1933) ministre des Finances et Jules Kounkound, ministre de la Justice, Garde des Sceaux, ministre de la Fonction publique (directeur des services Juridiques). En 1965, une nouvelle constitution opte pour une version laïque du socialisme et l'idéologie marxiste s'impose au Congo. De hautes personnalités sont recherchées, arrêtées, torturées et martyrisées. Pressentant le danger, Paul Kaya quitte le pays et reçoit l'accueil du président de la Côte d'Ivoire Félix Houphouët Boigny (1905-1993), où il prend une part active au développement économique de ce pays.
En 1992, il se présente à l'élection présidentielle, mais n'est pas connu des jeunes générations. Il fonde le Mouvement pour la démocratie et la solidarité qu'il implante bien dans le pays en vue des élections de 1997, qui n'eurent pas lieu à la suite de la guerre civile. Kaya œuvra au sein de la médiation nationale, mais le conflit tourna à l'avantage des milices de Sassou Nguesso (né en 1943), sur les milices de Pascal Lissouba. Ministre d'État chargé de la programmation, de la privatisation et de la promotion de l'entreprise privée nationale du Congo dans le nouveau gouvernement de Sassou Nguesso, en désaccord avec ce dernier, il démissionne et reprend le chemin de l'exil.

### Vie familiale

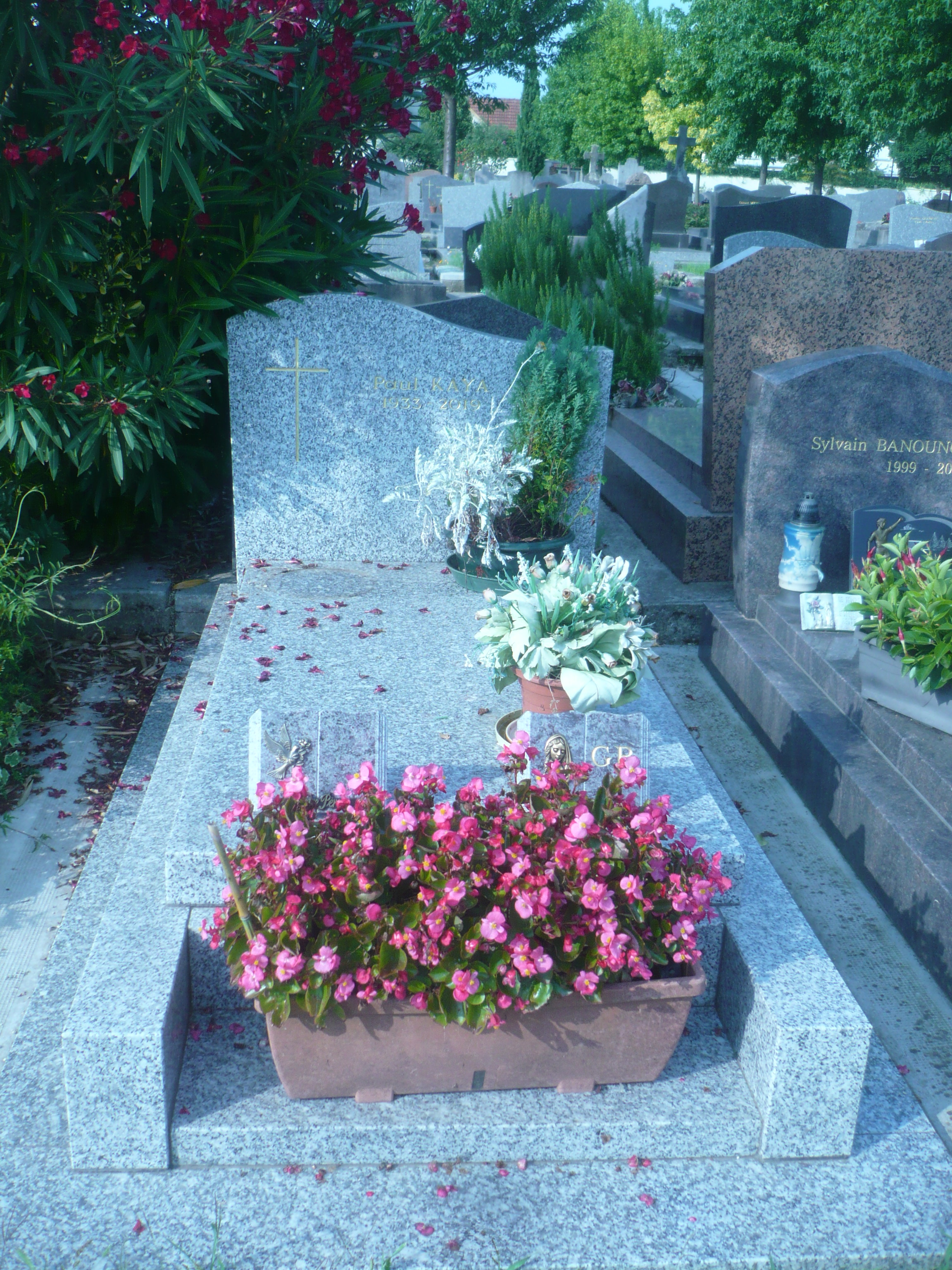
Sépulture de Paul Kaya au cimetière de Bourg-la-Reine.

Paul Kaya rencontre lors d'un pèlerinage à Rome Simone Lucrèce Lamizana, nièce du général Sangoulé Lamizana, qui deviendra président de la Haute Volta, (actuel Burkina Faso). De cette union naîtront quatre enfants : Pierre Emmanuel, Marie-Claude, Véronique et Bénédicte.
Divorcé le 30 avril 1987, il épouse en secondes noces Célestine Mariam Cisse, chirurgien-dentiste en Côte d'Ivoire. Il est membre du Rotary Club d'Abidjan.
Il est un des administrateurs du projet de l'université catholique de Pointe Noire dont l'inauguration est retardé. 
Malade, il est hospitalisé et meurt à Bobigny. Il est inhumé le 2 décembre 2019 au cimetière communal de Bourg-la-Reine (division 11), après une cérémonie religieuse à l'église Saint-Gilles de Bourg-la-Reine, concélébrée par trois prêtres africains de trois pays différents. L'oraison funèbre est prononcé par son fils Pierre Emmanuel.

### Responsabilités politiques
- 1960 : attaché économique à l'ambassade du Congo à Paris, directeur des Affaires économiques du Congo.
- 1962 : directeur du Développement économique et social du Congo (OAMCE).
- 1963 : commissaire du Plan de la République du Congo.
- 1963 : directeur des études économiques et financières de la Présidence de la République du Congo-Brazzaville.
- 1963 : ministre de l'Économie nationale du Plan, des Travaux publics, et des Transports chargé de l'Atec de la République du Congo-Brazzaville. Président, expert, ou membre de nombreuses de délégations du Congo à de nombreuses conférences internationales.
- 1964 : démissionnaire du gouvernement du Congo en octobre.
- 1965 : consultant économique du Conseil de l'Entente.
- 1966-1996 : secrétaire administratif du fonds d'entraide et de garanties des emprunts du Conseil de l'Entente puis Secrétaire honoraire depuis 1996.
- 1968-1978 : consultant économique du secrétaire général de l'ONU comme membre du Comité de planification du développement.
- 1970-1980 : membre de la Commission Justice et Paix du Conseil pontifical Justice et Paix.
- 1997-1999 : ministre d'État chargé de la programmation, de la privatisation et de la promotion de l'entreprise privée nationale du Congo.

## Distinctions
- Officier de la Légion d'honneur
- Commandeur de l'ordre national du Congo.
- Commandeur de l'ordre national de Côte d'Ivoire de Côte-d'Ivoire
- Commandeur de l'ordre national du Bénin
- Commandeur de l'ordre national du Burkina Faso.
- Commandeur de l'ordre national du Niger
- Commandeur de l'ordre du Mono

## Hommages
- Jean-Luc Malekat, secrétaire national du MDS, ancien ministre de l'économie et des finances dans le gouvernement congolais de transition : « Je fus très marqué par le charisme, la générosité, l'humanisme, la culture de ce grand homme[réf. nécessaire]. »
- Marc Mapingou Mitoumbi (1957-2020), ancien directeur de campagne du président Pascal Lissouba en 1992, ancien ministre de l'Économie et des Finances dans le gouvernement congolais de transition : « Cet humaniste qui a su par son engagement intellectuel et politique demeurer un homme libre […] Paul Kaya était un croyant au sens noble du terme, je revois l'homme de culture, cet aristocrate de l'esprit qui m'a enseigné, la prudence, la modération, et la tolérance, mais m'a également fait découvrir les plaisirs des bons vins et des bonnes tables[réf. nécessaire]. »